# Kei Tani
Kei Tani ( 谷啓 Tani Kei?) (Tokio, 22 de febrero de 1932 – 11 de septiembre de 2010) fue un comediante, actor y músico japonés.

## Biografía
Aprendió a tocar el trombón y, mientras estudiaba en la Universidad de Chūō, comenzó a tocar en bandas de jazz actuando para los soldados estadounidenses durante la ocupación de Japón. Dejó la universidad y se unió al grupo City Slickers con Frankie Sakai en 1953. En 1956, se unió a la banda de jazz-cómico The Crazy Cats con Hajime Hana y Hitoshi Ueki. Se hizo famoso cuando The Crazy Cats comenzó a aparecer en la televisión, especialmente a través de su programa de variedades Shabondama Holiday, y a través de series de comedia como Irresponsible (Musekinin) en Tōhō. Algunas de sus palabras sin sentido como "Gachon" se convirtieron en palabras de moda imitadas en todo el país. También apareció solo en papeles dramáticos en el cine y la televisión, fue actor habitual en la serie Tsuribaka Nisshi, y continuó siendo una figura popular en la televisión de variedades.
Su nombre verdadero era Yasuo Watanabe, pero su nombre artístico se basaba en un juego de palabras con el nombre Danny Kaye.
Murió de una contusión cerebral el 11 de septiembre de 2010, tras caer por las escaleras en su casa de Mitaka.

## Filmografía seleccionada
- Nippon Musekinin Jidai (ニッポン無責任時代) (1962)
- Zuuzuushii Yatsu (図々しい奴) (1965)
- Kuusou Tengoku (空想天国 Kūsō tengoku) (1968)
- Samurai Fiction (SF サムライ・フィクション, Esu Efu Samurai Fikushon) (1998)
- Wonderful Life (ワンダフルライフ, Wandafuru Raifu) (1998)
- Waterboys (ウォーターボーイズ, Wōtā Bōizu) (2001)
- Swing Girls (スウィングガールズ, Suwingu Gāruzu) (2004)